# Caracol, col, col
Caracol, col, col es un cortometraje animado realizado por Pablo Llorens y Santiago Lorenzo en 1995. Ganó el Premio Goya al mejor cortometraje de animación.

## Resumen
Este cortometraje cuenta la historia de Maru, una mujer que vive atormentada con su horrible marido, Manolo. Manolo le pide a Maru que le traiga una cerveza, pero se vuelve más loco, después llaman a la puerta, Maru mira a ver quien es y es la policía, que está buscando a un individuo, le preguntan si lo ha visto pero no le suena, se queda con el papel, de repente entra el individuo en su casa sin que se de cuenta.
Maru le encuentra, pero el individuo se dio cuenta de que en su delantal tiene un dibujo de un caracol y luego se encariñó con ella, Maru le hace un bocadillo de mortadela, Manolo harto de tanto esperar, se pasa de la raya diciéndole cosas y Maru le lanza una lata de cerveza en la cabeza y acaba sangrando. Maru le presenta a Manolo al ser extraño, cuando el ser mira a Manolo comiéndose unos dulces con forma de caracol, se acaba de acordar de un horrible recuerdo y decide matarle, a mordiscos hasta le arranca la lengua.

## Premios
| Categoría                       | Persona                         | Resultado |
| ------------------------------- | ------------------------------- | --------- |
| Mejor cortometraje de animación | Mejor cortometraje de animación | Ganadora  |

- Datos: Q5748803